# Ла-Валь-де-Лагуар
Ла-Валь-де-Лагуар, Валь-де-Лагуарт (валенс. La Vall de Laguar (офіційна назва), ісп. Vall de Laguart) — муніципалітет в Іспанії, у складі автономної спільноти Валенсія, у провінції Аліканте. Населення — 890 осіб (1 січня 2022).

## Географія
Муніципалітет розташований на відстані близько 360 км на південний схід від Мадрида, 60 км на північний схід від Аліканте.
На території муніципалітету розташовані такі населені пункти: (дані про населення за 2010 рік)
- Бенімаурель: 295 осіб
- Кампель: 321 особа
- Флейш: 233 особи
- Фонтільєс: 132 особи

## Демографія
Динаміка населення (INE ):

## Галерея зображень

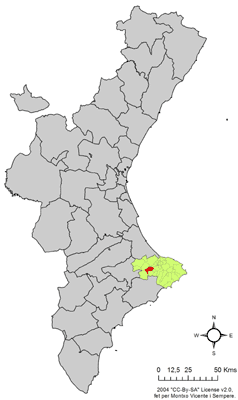
Розташування муніципалітету Ла-Валь-де-Лагуар у автономній спільноті Валенсія
Розташування муніципалітету Ла-Валь-де-Лагуар у комарці Маріна-Альта
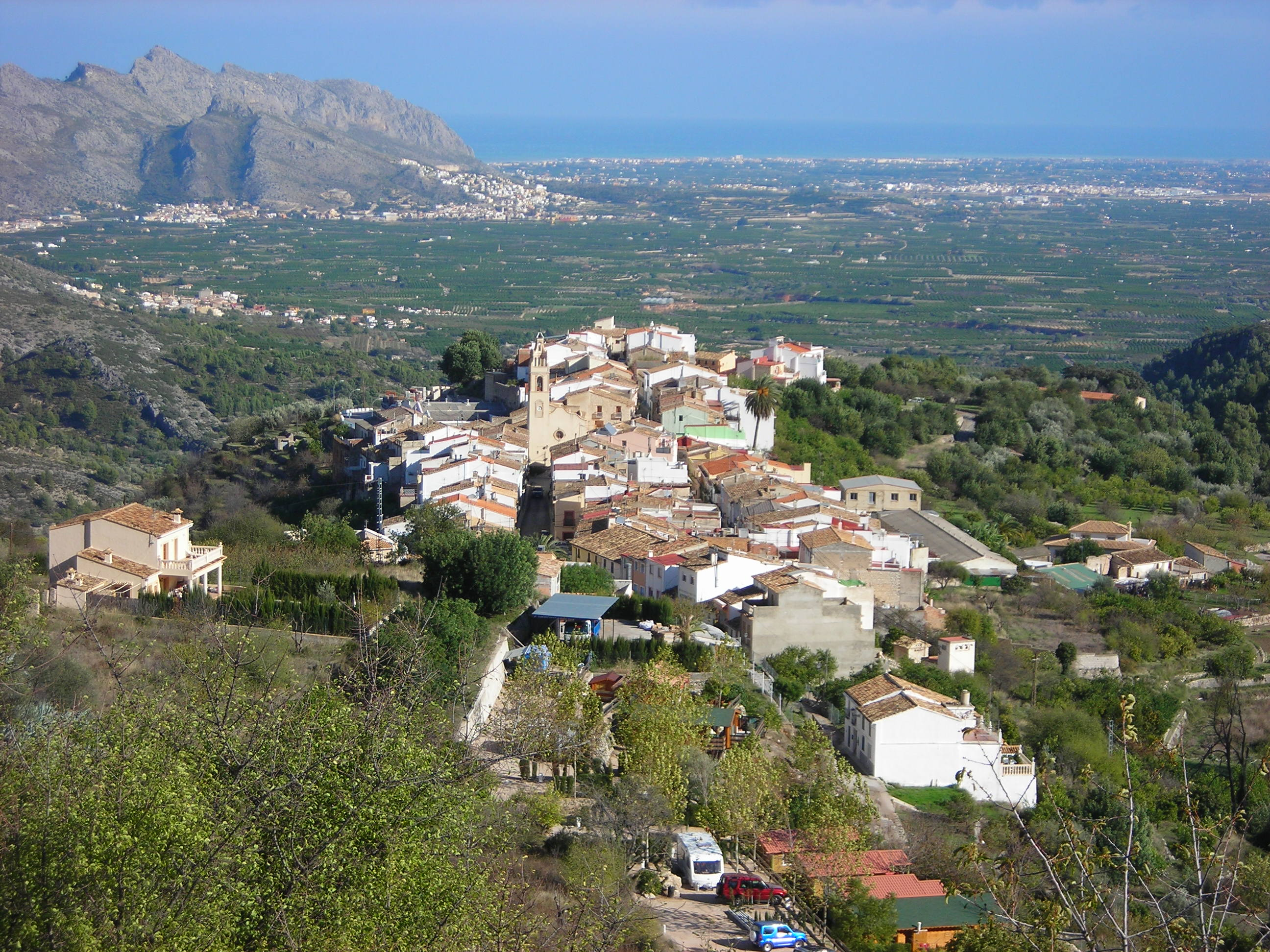
Кампель
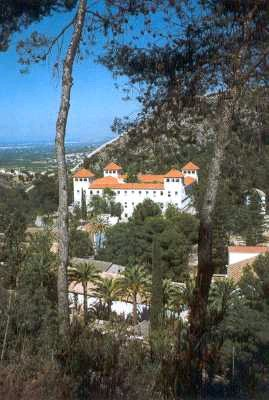
Фонтільєс
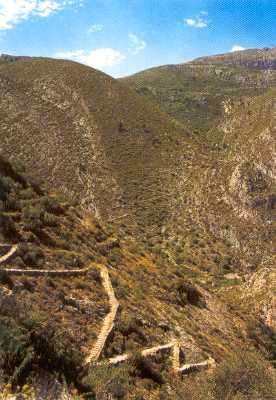
Ущелина Барранко-дель-Інферно